# Ricardo Arroyo García
Ricardo Arroyo García (Barcelona, 28 de novembre del 1950) és un actor català amb una trajectòria centrada principalment en el teatre, on ha participat en nombroses obres, especialment en el gènere de Revistes. Ha participat en diverses pel·lícules des de finals dels anys noranta, com El milagro de P. Tinto, Los pasos perdidos o Poniente, així com en altres títols com El oro de Moscú, XXL i la biografia Camarón. També ha fet aparicions en curtmetratges, complementant la seva carrera cinematogràfica. En televisió, ha tingut una trajectòria extensa amb participacions en moltes sèries, sovint en papers puntuals, però va assolir una gran popularitat amb els seus rols a les sèries Aquí no hay quien viva i la seva seqüela La que se avecina.

## Obra

### Cinema
| Llargmetratges - El milagro de P. Tinto (1998) - Los pasos perdidos (2001) - Poniente (2002) - El oro de Moscú (2003) - XXL (2004) - Dennis P. (2007) - 7 Colombian Kilos (2007) | Curtmetratges - 3 de Mayo (2009) |

### Televisió
| - Los ladrones van a la oficina (1994) - Hermanos de leche (1996) - Querido maestro (1997-1998) - Plaza Alta (1998) - La casa de los líos (1998) - Condenadas a entenderse (1999) - Periodistas (1999) - Médico de familia (1999) - Petra Delicado (1999) - Manos a la obra (1999) - Antivicio (2000) - Raquel busca su sitio (2000) | - Compañeros (2000) - Gente pez (2001) - Policías, en el corazón de la calle (2001) - El comisario (2001,2005) - Hospital Central (2002) - Ana y los 7 (2002-2003) - El pantano (2003) - Aquí no hay quien viva (2004-2006) - Lobos (2005) - La que se avecina (2007-2024) - La noche en Paz (2012) |

### Teatre
- Apasionada
- El diluvio que viene
- Cada cual con la suya
- Una noche de abrigo
- La sopera